# Радко-Димитрієво
Ра́дко-Димитрі́єво (болг. Радко Димитриево) — село в Шуменській області Болгарії. Входить до складу общини Шумен.

## Населення
За даними перепису населення 2011 року у селі проживали 285 осіб, з них 263 особи (98,9%) — болгари.
Розподіл населення за віком у 2011 році:
Динаміка населення: